# Nový Svet, Senec
Nový Svet este o comună slovacă, aflată în districtul Senec din regiunea Bratislava. Localitatea se află la altitudinea de 123 m deasupra n.m., se întinde pe o suprafață de 7,74 km2 și în 2017 număra 91 de locuitori.

## Demografie
| An:                | 1994 | 2004 | 2014    | 2024    |
| ------------------ | ---- | ---- | ------- | ------- |
| Număr de persoane: | 0    | 59   | 86      | 101     |
| Diferență:         |      | –    | +45,76% | +17,44% |

| An:                | 2023 | 2024   |
| ------------------ | ---- | ------ |
| Număr de persoane: | 102  | 101    |
| Diferență:         |      | −0,98% |